# Азербайджанцы, пропавшие без вести во время карабахского конфликта
Начиная с 1992 года Международный комитет Красного Креста сотрудничает с Азербайджанским обществом Красного Полумесяца и государственными органами Азербайджана, оказывая содействие в выполнении обязательств в области международного гуманитарного права и осуществления права семей лиц, пропавших без вести, на информацию о судьбе их близких.

## Государственная комиссия
13 января 1993 года была создана Государственная комиссия по делам военнопленных, заложников и пропавших без вести граждан Азербайджана. Целями создания данной комиссии стали поиск и освобождение граждан Азербайджана, попавших в плен или пропавших без вести и координация деятельности государственных органов в этом направлении. 
В рамках комиссии была создана рабочая группа.

## Количество пропавших без вести

### Данные на 1 сентября 2005 года
На 1 сентября 2005 года Государственной комиссией было зарегистрировано 4740 пропавших без вести граждан Азербайджана. 
К сентябрю 2005 года Арменией было освобождено из плена в общей сложности 1378 человек. 
В отношении 1203 человек в соответствующие государственные органы и международные организации были посланы запросы. Были изучены дела включённых в список комиссии 1259 человек, которые не были зарегистрированы Международным Комитетом Красного Креста в качестве без вести пропавших. После изучения информации об этих людях информация о них была направлена в МККК.

### Данные на 25 декабря 2008 года
На 25 декабря 2008 года пропавшими без вести по данным Комиссии числились 4210 человек.

### Данные на 30 августа 2021 года
На 30 августа 2021 года, согласно заявлению МИД Азербайджана по случаю Международного дня насильственных исчезновений, с начала карабахского конфликта пропали без вести 3890 жителей Азербайджана, в том числе 719 гражданских лиц.

## Поиск пропавших
В 2008 году Международный комитет Красного Креста вместе с Государственной комиссией Азербайджана по делам военнопленных, заложников и без вести пропавших и Азербайджанским обществом Красного Полумесяца приступили к совместной работе по претворению в жизнь проекта по расширенному сбору детальной информации об азербайджанцах, пропавших без вести во время вооружённого конфликта в Нагорном Карабахе. Для этого 14 апреля 2008 года было заключено оперативное рамочное соглашение о сборе подробных данных. В соответствии с Соглашением, добровольцы Азербайджанского общества Красного Полумесяца должны были встретиться с семьями пропавших без вести граждан с целью сбора информации, с помощью которой можно было бы выявить участь этих лиц. По состоянию на май 2009 года, волонтёрами было собрано и передано в МККК уже около тысячи анкет, пропавших без вести. Как отметил глава делегации Международного комитета Красного Креста в Азербайджане Тон Ванденхоф:

 «Пока люди считаются пропавшими без вести, работа по поиску не остановится. Мы продолжим оказывать поддержку как семьям пропавших без вести, так и правительству Азербайджана. Мы верим, что сообща многое можно сделать, и мы продолжаем упорно работать над этой сложной проблемой, которая требует и времени, и терпения».

Проект состоит их трёх этапов:
1. Поиск данных о пропавших без вести по Баку, Сумгаиту и Апшеронскому району Азербайджана
2. Поиск по районам и городам Азербайджана: Гянджа, Газах, Товуз, Мингечевир, Барда, Евлах, Агджабеди, Бейлаган, Агдам, Физули, Тертер, Гёйгёль, Агстафа, Шамкир, Кедабек, Самух, Дашкесан и Геранбой
3. Поиск по всей оставшейся территории Азербайджана

20 мая 2004 года в азербайджанской газете «Зеркало» была опубликована статья журналистки Лалы Нури «Лачин — „Бухенвальд“ для азербайджанских детей». В статье на основе показаний армянских военнопленных и заявлений Асафа Алимарданова утверждалось, что в армянском плену содержатся азербайджанские дети, из которых готовят «камикадзе». Международная рабочая группа по освобождению пленных и поиску без вести пропавших в зоне Карабахского конфликта провела расследование, после чего назвала данное сообщение «мифом». Также по просьбе Государственной комиссии по делам военнопленных  МНБ Азербайджана Международная рабочая группа посетила селение Курумсулу Ноемберянского района Армении, где по сведениям азербайджанской стороны в районном управлении противопожарной безопасности содержатся заложники. Проверка установила, что в селе нет ни такого управления, ни заложников.
По случаю Международного дня пропавших без вести, который отмечается каждый год 30 августа, Международный комитет Красного Креста провёл фотовыставки в азербайджанских городах Барда и Баку, рассказывающие о трагедии тех, кто пропал без вести в связи с карабахским конфликтом. Одна выставка прошла с 27 по 30 августа 2008 года в художественной галерее города Барды, вторая — 29 августа 2008 года в Центре современного искусства в Баку. Выставки прошли под лозунгом «Помогите узнать их судьбу». Целью выставок являлось привлечение внимания общества к проблеме лиц, которые числятся пропавшими без вести в связи с конфликтом, а также к продолжающимся страданиям их родных.
После окончания Второй Карабахской войны начались поиски останков лиц, пропавших без вести. На 3 июня 2023 года обнаружены останки более 400 человек. Согласно азербайджанским источникам, массовые захоронения были обнаружены в селе Сарыджалы Агдамского района, в селе Дашалты Шушинского района, в селе Эдилли Ходжавендского района, в селе Фаррух Ходжалинского района, в селе Сырхавенд Агдеринского района, в селе Юхары Сеидахмедли Физулинского района, в городах Кельбаджар, Агдам, Шуша (на территории шушинской тюрьмы) и других населённых пунктах. Кроме того, с 9 ноября 2020 года по 5 декабря 2022 года Армения передала Азербайджану останки 140 погибших в первую войну азербайджанцев.